# Comisión Ambiental de la Megalópolis

Mapa de las metrópolis que conforman a la Megalópolis de México.

La Comisión Ambiental de la Megalópolis es un órgano de coordinación administrativa por conducto de la semarnat que integra al gobierno federal de México, el gobierno de la Ciudad de México y los gobiernos de los estados de Hidalgo, Morelos, México, Puebla, Tlaxcala y Querétaro que tiene como objetivo la imposición de medidas ambientales comunes en las áreas de dichas entidades que integran la Megalópolis de México como tercera aglomeración urbana más grande del mundo. Su creación fue anunciada el 28 de agosto de 2013 y creada mediante decreto publicado en Diario Oficial de la Federación el 3 de octubre de 2013.

## Antecedentes
La Comisión Ambiental de la Megalópolis es el más reciente de diversos esfuerzos que han buscado regular las actividades que resultan en un impacto a las condiciones ambientales de la zona conurbada de la Ciudad de México que al principio comprendía solamente al Distrito Federal y Estado de México. El primero de tales instrumentos de colaboración fue la creación por parte de la Comisión para la Prevención y Control de la Contaminación Ambiental en la Zona Metropolitana del Valle de México mediante acuerdo presidencial publicado en el Diario Oficial de la Federación el 8 de enero de 1992.
Mediante un convenio firmado entre el Gobierno del Estado de México y el entonces Departamento del Distrito Federal el 13 de septiembre de 1996, integrando además al Estado de Hidalgo, el mencionado organismo cambió su denominación y estructura para constituir la Comisión Ambiental Metropolitana; su ámbito geográfico circunscribía la totalidad de delegaciones del Distrito Federal, 59 de los 125 municipios del Estado de México y 29 de los 84 municipios del Estado de Hidalgo.
En el año 2012, la Zona Metropolitana del Valle de México fue declarada por la Organización de las Naciones Unidas como la tercera zona urbana más poblada del mundo.
El 23 de agosto de 2013 el presidente Enrique Peña Nieto anuncia la creación de la Comisión Ambiental de la Megalópolis para integrar al Distrito Federal (16 Delegaciones) y a los Estados: Estado de México (80 Municipios), Hidalgo (29 Minicipios), Morelos (33 Municipios), Puebla (22 Minicipios) y Tlaxcala (60 Municipios) dentro de un conjunto urbano denominado "Megalópolis" y establecer un convenio de colaboración entre dichas entidades para la planeación y ejecución de acciones en materia de protección al ambiente, de preservación y restauración del equilibrio ecológico en la zona. Dicho convenio fue publicado en Diario Oficial de la Federación el 3 de octubre de 2013.

## Funciones
Conforme a la cláusula tercera del convenio que crea la Comisión Ambiental de la Megalópolis, esta posee las facultades siguientes:
1. Definir, coordinar y dar seguimiento, en forma concurrente, a las políticas, programas, proyectos y acciones que se deban observar y ejecutar en materia de protección y mejoramiento del ambiente y de preservación y restauración del equilibrio ecológico.
2. Establecer los criterios y lineamientos para la integración de los programas, proyectos y acciones específicas para prevenir y controlar la contaminación ambiental y para proteger y restaurar los recursos naturales.
3. Definir la participación que deban tener otras dependencias y entidades de la Administración Pública Federal y de los gobiernos de los Estados y del Distrito Federal, y establecer los correspondientes mecanismos de coordinación, así como de inducción y concertación con los sectores social y privado interesados.
4. Implantar acciones y medidas para prevenir y controlar contingencias ambientales y emergencias ecológicas.
5. Acordar la realización de programas de investigación y desarrollo tecnológico, así como de educación y capacitación en materia ambiental.
6. Acordar la adecuación y homologación de la normatividad en materia de protección al ambiente,preservación y restauración del equilibrio ecológico.
7. Definir los mecanismos para allegarse de los recursos y fondos necesarios para el financiamiento de las políticas, programas, proyectos, acciones y medidas cuya realización acuerde la comisión, así como para la operación de la Coordinación Ejecutiva.
8. Proponer y fomentar los instrumentos de política ambiental que permitan la preservación y restauración del equilibrio ecológico.
9. Evaluar periódicamente el cumplimiento de los acuerdos y determinaciones de la comisión.
10. Expedir su Reglamento de Operación.

## Integración
La comisión se encuentra encabezada por un "Órgano de gobierno" integrado por el titular de la Secretaría de Medio Ambiente y Recursos Naturales, el Jefe de Gobierno de la Ciudad de México y los gobernadores de los estados cuyos territorios comprende la Megalópolis. Dicho órgano designa un Coordinador Ejecutivo fuera de sus propios miembros.